# Бойко Всеволод Юхимович
Всеволод Юхимович Бойко (27 квітня 1914, село Кам'янське Новомосковського повіту Катеринославської губернії, тепер місто Дніпропетровської області — 11 травня 1970, місто Москва, тепер Російська Федерація) — радянський діяч, голова Державного комітету з чорної та кольорової металургії при Держплані СРСР — міністр СРСР. Депутат Верховної Ради СРСР 6-го скликання.

## Життєпис
Народився в родині робітника.
У 1929—1934 роках — учень слюсаря школи фабрично-заводського учнівства, слюсар-водопровідник, бригадир, інструктор, майстер, начальник зміни школи фабрично-заводського учнівства, начальник зміни доменного та механічного цехів заводу імені Дзержинського в Кам'янському.
Одночасно в 1932—1937 роках — студент Дніпродзержинського вечірнього металургійного інституту імені Арсеничева, здобув спеціальність інженера-доменника.
У лютому 1934 — лютому 1936 року — інструктор із заводів Кам'янського (Дніпродзержинського) міського комітету комсомолу (ЛКСМУ).
У лютому — вересні 1936 року — заступник секретаря комітету ЛКСМУ заводу імені Дзержинського в Дніпродзержинську.
У вересні 1936 — червні 1937 року — студент-дипломант Дніпродзержинського металургійного інституту імені Арсеничева.
У липні 1937 — жовтні 1938 року — диспетчер заводу, в жовтні 1938 — лютому 1940 року — заступник начальника виробничого відділу, в лютому 1940 — липні 1941 року — начальник виробничого відділу заводу імені Дзержинського в Дніпродзержинську.
Член ВКП(б) з жовтня 1940 року.
Під час німецько-радянської війни разом із заводом евакуйований до міста Магнітогорська. У серпні 1941—1944 роках — начальник виробничого відділу гірничого управління Магнітогорського металургійного комбінату Челябінської області.
У квітні 1944 — липні 1948 року — начальник виробничого відділу — заступник головного інженера заводу імені Дзержинського в місті Дніпродзержинську.
У липні 1948 — червні 1950 року — головний інженер — заступник директора Костянтинівського металургійного заводу імені Фрунзе Сталінської області.
У червні 1950 — квітні 1953 року — начальник виробничого відділу — заступник головного інженера Головного управління металургійної промисловості Півдня та Центру Міністерства металургійної промисловості СРСР.
У квітні 1953 — квітні 1954 року — начальник виробничого відділу — заступник головного інженера Головного управління металургійної промисловості Заходу Міністерства металургійної промисловості СРСР.
У квітні 1954 — квітні 1956 року — начальник Головного управління металургійних заводів Міністерства чорної металургії Української РСР.
У квітні 1956 — квітні 1957 року — заступник міністра чорної металургії Української РСР.
У 1957 році — член колегії Держекономкомісії СРСР. У 1957—1960 роках — начальник відділу чорної металургії та член колегії Держплану СРСР.
У 1960—1961 роках — начальник відділу економіки та розвитку чорної металургії та член колегії Державної науково-економічної ради Ради міністрів СРСР.
8 грудня 1961 — 23 січня 1963 року — голова Державного комітету Ради міністрів СРСР з чорної та кольорової металургії — міністр СРСР.
У січні 1963 — 2 жовтня 1965 року — голова Державного комітету з чорної та кольорової металургії при Держплані СРСР — міністр СРСР.
У жовтні 1965 — 11 травня 1970 року — заступник міністра чорної металургії СРСР.
Помер 11 травня 1970 року в Москві. Похований на Новодівичому цвинтарі Москви.

## Нагороди
- орден Леніна
- три ордени Трудового Червоного Прапора
- медалі